# Пумори
Пумори (непальск. पुमोरि; кит. 普莫里峰, пиньинь Pǔ mò lǐ fēng) или Пумо-Ри — вершина в Гималаях в хребте Махалангур-Химал (в части, называемой Кхумбу-Гимал) высотой 7161 м. Расположена на границе Непала и Тибета. Пумори расположена в восьми километрах к западу от Джомолунгмы. В переводе с языка шерпов Пумори означает «незамужняя дочь». Название горе дал Джордж Мэллори. Поэтому Пумори ещё альпинисты называют дочерью Эвереста.
Хотя Пумори — популярная вершина среди альпинистов, восхождения на неё очень сложны из-за сложного рельефа и лавинной обстановки. Гора впервые была покорена Герхардом Ленсером в 1962 году из немецко-швейцарской экспедиции. Сложная Южная стена горы была пройдена лишь в 1996 году двумя чехами Леопольдом Суловским и Михалеком Жедуаком.
Среди туристов, направляющихся в базовый лагерь Эвереста, популярна несложная вершина Кала-Патхар (5643 м), которая является выступом Пумори. С Кала-Патхара открывается вид на Эверест. С точки расположения самого базового лагеря Эвереста вершина Эвереста плохо видна из-за закрывающей её горы Нупцзе.

## Восхождения на Пумори
1998 год — первое восхождение по южному ребру сборной Украины.
2001 год — первое восхождение по западной стене Ули Штека с Ули Бюлером.
2005 год — неудачная экспедиция московской команды Russian Pumori Team. На высоте около 6300 альпинисты упёрлись в трещину длиной с километр, пройти её не удалось.
2007 год — соло-восхождение Ули Штека за 24 часа.
2009 год — красноярская экспедиция. Команда ветеранов взошла на вершину по классическому маршруту, а группа, которая собиралась совершить первопрохождение по центру южной стены, не дошла 200 метров из-за лавинной опасности.
2011 год — российско-украинская экспедиция. Восхождение планировалось по юго-западному гребню, но из-за сложной снежно-ледовой обстановки пройти этот маршрут смогла только первая тройка, вторая поднялась по классике, а третья тройка подняться не успела.
Январь 2018 года — испанский альпинист Алекс Чикон поднялся на Пумори в качестве акклиматизации перед зимним восхождением на Эверест.
Октябрь 2018 года — тройка румынских альпинистов открыла новый маршрут по южной стене.
Ноябрь 2018 года — восхождение экспедиции «Спорт-Марафон» (г. Москва).

### Значимые восхождения
- 1962 Герхард Ленсер в составе с швейцарско-немецкой экспедицией.
- 1974 По западной стене новый маршрут пройденный японской экспедицией.
- 1986 По восточной стене маршрут пройденный японской экспедицией.
- 1996 По южной стене маршрут пройденный чешской экспедицией.